# Пепино Де Филипо
Пепино Де Филипо (на италиански: Peppino De Filippo) е италиански актьор.

## Биография
Син е на драматурга Едуардо Скарпета и брат на Едуардо Де Филипо и Татяна Де Филипо, дебютира още в детството си.
След няколко опити с различни действащи компании, като помощник през 1931 г. той и неговите братя и сестри основават "Compagnia Teatro Umoristico: i De Filippo". Това е много успешно начинание, включващо турнета из цяла Италия, нови комедии, ентусиазирани рейтинги на критици и пълни театри.
Въпреки това, през 1944 г., поради спор с брат си, Пепино изоставя компанията. Разделянето му позволило да намери свой собствен стилистичен отпечатък като актьор, като лесно се отличава от Едуардо: комедиите на Пепино обикновено са по-лесни и по-блестящи.
Той трябва да бъде дефиниран като актьор, както и популярна телевизионна и кинозвезда. Партньорството му с Тото в много филми е едно от най-интересните сътрудничества в жанра на италианското комедийно кино. Техните филми са постигнали изключителен успех. Работил е и с Федерико Фелини например в „Бокачо '70“, както и с Алберто Латуада.
Той измислил и образа Пападжоне, герой от телевизионно шоу. Той се е женил три пъти, от първата му съпруга Адел Карлони има син Луиджи.

## Избрана Филмография
| година | филм                    | оригинално заглавие               | роля                | режисьор        |
| ------ | ----------------------- | --------------------------------- | ------------------- | --------------- |
| 1951   | Светлините на вариетето | Luci del varietà                  | Кеко Дал Монте      | Федерико Фелини |
| 1955   | Знакът на Венера        | Il segno di Venere                | Марио               | Дино Ризи       |
| 1959   | Поликарпо, писаря       | Policarpo, ufficiale di scrittura | Чезаре Панкарано    | Марио Солдати   |
| 1959   | Такива, каквито сме     | Arrangiatevi!                     | Пепино Арментано    | Мауро Болонини  |
| 1962   | Бокачо '70              | Boccaccio '70                     | Д-р Антонио Мацуоло | Федерико Фелини |